# Banco de Moscú
El Banco de Moscú (del ruso: Банк Москвы) es el quinto banco más grande en Rusia y uno de los bancos más grandes de servicios comerciales. Provee servicios bancarios, corporativos y de banca personal. El nombre completo de la compañía es: Banco Comercial "Banco de Moscú" (Compañía de tipo Joint Stock Abierto). La sede principal está situada en la ciudad de Moscú. En 2011, seguida de un proceso de adquisición hostil por parte del Banco VTB, por US$9 mil millones en préstamos concedidos de forma fraudulenta que fueron descubiertos, tras los que el banco recibió un rescate hasta por US$14 mil millones. Tras lo cual, el gobierno de Rusia ha interpuesto una orden internacional de arresto para Andrey Borodin, por ser el principal sospechoso del fraude investigado.

## Historia
Creado como una sociedad joint-stock abierta, el banco tiene por razón comercial la de "Banco Municipal de Moscú - Banco de Moscú". En abril de 2010, el alcalde de Moscú, Yury Luzhkov, firmó un decreto para dar soporte a los fondos de creación necesarios para el establecimiento de las operaciones del banco; provenientes del presupuesto municipal de Moscú. Bajo esta orden, en el capital inicial de 2010, el banco pudo hacerse con otros 7,5 billones de rublos para la adquisición de más acciones.

### Privatización del Banco
Para febrero de 2011, el gobierno municipal de Moscú era ya propietario del 46,48 %, el cual fue vendido a su principal competidor (el Banco VTB). A su vez, el banco VTB adquiere otro 25 % adicional de las acciones del Capital Insurance Group, con lo que ya es propietario del 17,32 % de la participación total del paquete accionario en el Banco de Moscú. El precio total de la adquisición se estimó en unos 103 billones de rublos. De la misma manera, el VTB Bank y el Alfa Bank junto al Banco de Austria, una subsidiaria de UniCredit, declaraban tener mucho interés en la compra del paquete accionario en manos del gobierno de la municipalidad.
La elección final favoreció al VTB Bank (de acuerdo a las declaraciones hechas por el representante de la oficina de relaciones Públicas de la Alcaldía de Moscú, dado el alto precio ofrecido y la disponibilidad de la documentación requerida completa; incluido un permiso para adquirir dicha corporación al Servicio Antimonopolio de Rusian OAMR). En marzo de 2011, el banco VTB compró el paquete accionario del banco suizo Credit Suisse (2,77 %) y la participación de un fondo de inversores suizo (1.7 %), por lo que obtuvo un control mayor al de los grupos de inversores rusos (aproximadamente del 51 %).
A principios de abril de 2011, Andrey Borodin y Lev Alaluyev vendieron el 20,32 % de sus acciones en el "Banco de Moscú" a Vitaly Yusufov, el hijo del anterior Ministro de Energía de Rusia (Igor Yusufov). Vitaly Yusofov declaró haber invertido 1100 millones de dólares en el Banco de Moscú para su adquisición.
En su momento, Borodin se declaró en ausencia por los abusos que se habían cometido en esta oficina, que la transacción se había efectuado de forma tajante y que el cambio de directiva en el banco desembocó en las redadas. A finales de septiembre de 2011, el VTB concentró en sus manos más del 80 % del paquete accionario del "Banco de Moscú", comprando las participaciones de Vital Yusufov (20 %), y de Suleiman Kerimov (3.88 %), así como el paquete del conglomerado de inversores "Metropolitan Insurance Group".
En los medios de comunicación locales apareció una versión de los hechos donde se afirmaba que más de la mitad del portafolio de préstamos del banco había sido emitido a compañías afiliadas con Borodin. Este rehusó hacer declaraciones para desmentir o afirmar esta información. En las declaraciones hechas en el marco de la investigación del periódico "Vedomosti" apareció que el valor total de los préstamos garantizaron que las empresas pertenecientes al señor Borodin habían solicitado empréstitos al "Banco de Moscú" para su compra. Dichos empréstitos se estimaron en aproximadamente 217 billones de rublos, lo que excedía el monto del fondo de equidad del banco. A través de la investigación hecha por el citado informativo, se descubrió que una significante porción de estos recursos eran usados para repagar los préstamos solicitados de forma engañosa o que no tenían ninguna clase de garantía para hacerse valederos en caso de contingencia; pusieron al banco en riesgo de iliquidez. Tras ser publicada esta información, la Autoridad de control financiero de Rusia (la Cámara de Autoridades Financieras de la Federación de Rusia) confirmó la información.
Posteriormente, el Banco VTB anunció que el monto de la "deuda basura" del Banco de Moscú era de unos 380 billones de rublos. y como resultado, a fines de septiembre de 2011 la Agencia de Sefuros para Depósitos de Rusia proveyó un préstamo a 10 años, por 295 billones de rublos a una tasa de interés del 0.51 % por año (La misma DIA se encargó de la provisión de dichos fondos de manera directa desde los recursos del Banco de Rusia) para tratar de cubrir los recientes "hoyos" formados en las cuentas del banco.

## Propietarios y administración
Los mayores accionistas del banco son el banco VTB (con el 95,52 %%) y el grupo de inversores "Capital Insurance Group" (1,51 %). El total de su capitalización hasta el momento del presente artículo se calcula en unos 151,85 billones de rublos. Su gerente y a su vez presidente de la mesa de accionistas es, a 24 de febrero de 2011, A L. Kostin. El presidente es, desde abril de 2012, el señor Michael Kuzovlev (y hasta el 12 de abril de 2011 - Andrey Borodin).

## Presencia

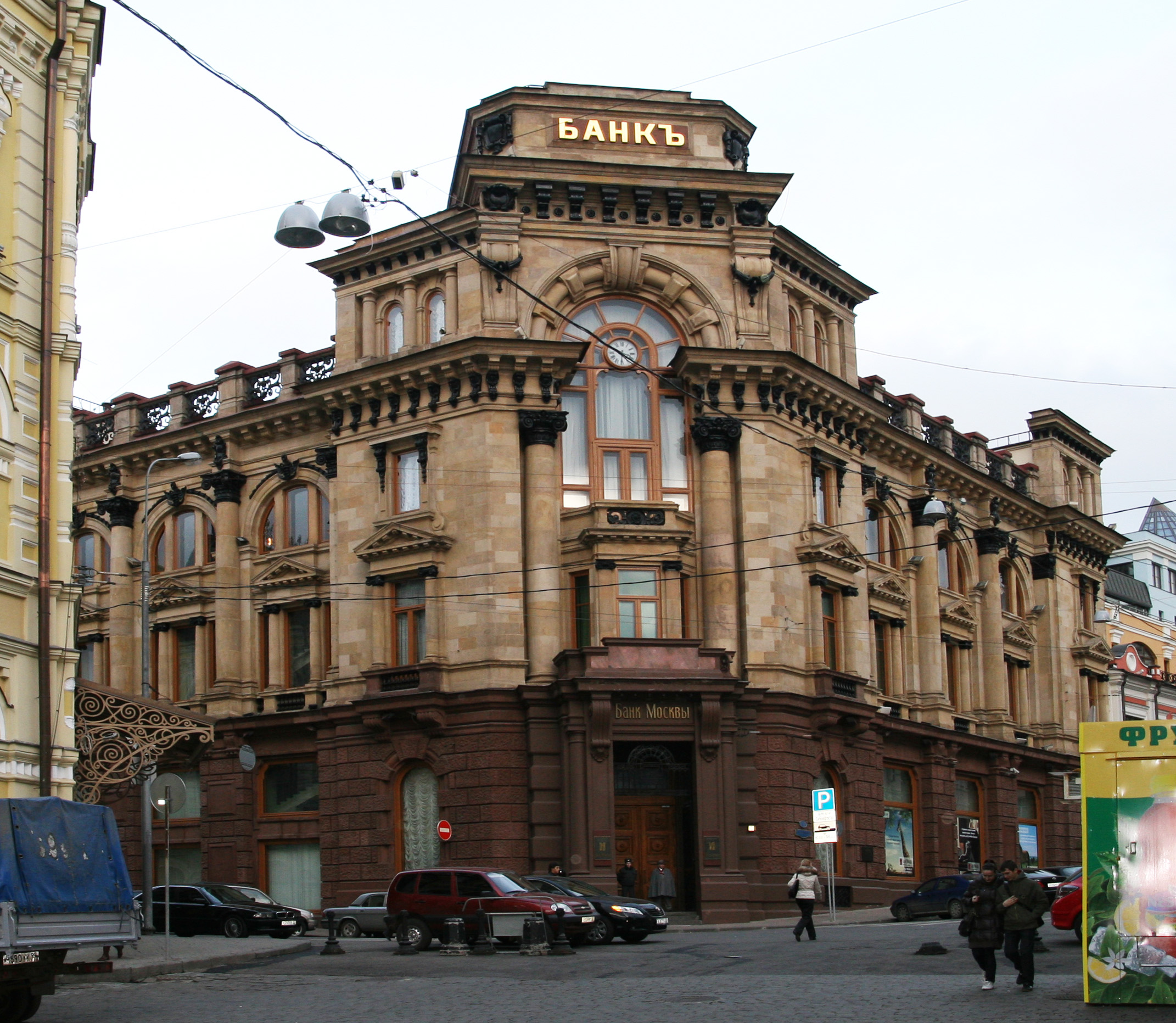
Oficina principal del Banco de Moscú.

Su presencia se enmarca en las zonas económicamente importantes de Rusia, y dispone de 380 de unidades de negocios separadas, incluidos locales de servicios conexos. A enero de 2012 el banco dispone de hasta 208 sucursales en Rusia con más de 100 sucursales corporativas y más de 9 millones de clientes. La oficina central está ubicada en la sede del anterior banco de Moscú, la del edificio del Inter-Bank de Moscú, en la esquina de la intersección del puente de Kuznetsk y Rozhdestvenka. En Moscú hay al menos 141 oficinas del banco. Y sumado a esto, el banco dispone de 474 oficinas en locales de los servicio de correos y sucursales de servicios bancarios en la región anexa a la capital.
La red de servicios incluye además a las cuatro subsidiarias de que dispone la entidad en el exterior de Rusia: BM Bank (en Ucrania), Banco Moscú-Minsk (en Bielorrusia), el Banco de Crédito de Estonia (en Estonia) y el Banco de Moscú en Belgrado (en Serbia). El Banco a su vez está representado en Frankfurt am Main (Alemania). El "Banco de Moscú" opera de manera propia un centro de procesos, que sirve a las transacciones de sus tarjetahabientes. Se calcula que el banco ha expedido cerca de unos 13 millones de tarjetas. Su central de procesos, ha sido certificada por franquicias tales como Visa International y MasterCard y ha instalado una amplia red de cajeros automáticos (cerca de 1900 cajeros propios).

## Activos y resultados
Hasta marzo del año 2011, las ganancias del Banco de Moscú habían llegado a los 867,7 billones de rublos. Su capital se calculó de acuerdo con la metodología usada por el Banco de Rusia y se estima en 140 billones de rublos.

## Índice de audiencia
Las agencias internacionales de calificación y evaluación crediticia han asignado las siguientes notas de evaluación a este banco:
- La agencia Moody's Investors Service: Depósitos de largo plazo calificación - "Ba2", con previsión de "estable".
- La agencia Fitch Ratings: Certificados de depósitos de largo plazo personales calificación - "BBB", con previsión de "negativo".
- El servicio financiero estadounidense Brand Finance Agency, en febrero de 2011; estima que la marca del "Banco de Moscú" valdría unos 842 millones de dólares, lo que lo incluye en el top 200 de las entidades financieras líderes y marcas bancarias más reconocidas en el mundo.[22]